# ドンキーコング リターンズ
『ドンキーコング リターンズ』（DONKEY KONG RETURNS、Donkey Kong Country Returns）は、任天堂から2010年12月9日に発売されたWii用アクションゲーム。アメリカでは同年11月21日、ヨーロッパでは同年12月3日に発売。
本項では移植作『ドンキーコング リターンズ 3D』（DONKEY KONG RETURNS 3D）、『ドンキーコング リターンズ HD』（DONKEY KONG RETURNS HD）についても説明する。

## 概要
2010年のElectronic Entertainment Expo（E3）で発表された。作中の世界やストーリーの流れは『スーパードンキーコング』シリーズから引き継がれており、1999年に発売された『ドンキーコング64』以来の約11年振りの正統続編にあたる。今作は前作までの開発を行ったレア社でなく、『メトロイドプライム』などを手掛けたレトロスタジオが担当した。主に『スーパードンキーコング』のDKアイランドを舞台としており、工場や遺跡などの建物も存在する。前作の『64』は箱庭探索型の3Dアクションだったが、今作はSFC版と同様の横スクロールアクションに戻りつつも、画面の手前や奥へとステージ進行する場面もあるなど、疑似的な3D要素も組み込まれている。他の新要素としては2人同時の操作プレイ、体力制限などがある。全8エリアで70ステージ以上あり、一度ステージをクリアするとGBA版に登場したタイムアタックに挑戦できる。また、各ステージに「パズルピース」があり、集めるとおまけのシークレットが開放されるなど、達成度は200%と要素も多い。
Wiiの『みんなのニンテンドーチャンネル』内の「みんなのおすすめ」ではシルバーランクを獲得している（2013年7月時点）。
2013年6月13日にはニンテンドー3DSに移植された『ドンキーコング リターンズ3D』が発売（詳細は後述）。
2015年1月21日より、Wii Uのニンテンドーeショップでダウンロード版の販売が開始された（Wii UのWii互換機能を応用したもの）。

## ストーリー
平和な島「ドンキーコングアイランド」で事件が起こる。ある日島の頂上の火山が噴火し、楽器のような魔物「ティキ族」が現れたと同時に謎のタワーも出現した。ティキ族は怪しい催眠術で動物たちを操り、倉庫にあった大量のバナナを奪っていった。事件を知った長老のクランキーコングは、それを解決すべく若い2匹のコングを呼んだ。彼の孫・ドンキーコングと、ドンキーの相棒・ディディーコングである。なぜか彼らにはティキ族の催眠術が通用しなかった。奪われたバナナと島の平和を取り戻すため、ドンキーとディディーの冒険が始まる。

## キャラクター
ドンキーコング
声：長嶝高士
ネクタイがトレードマークのゴリラ。『スーパードンキーコング』シリーズ内では『1』と『64』に続いて3度目の主役を務める。地面を叩いたり、息を吹きかけるなどのアクションも可能。また、操作せずに放置するとゲームを取り出して遊ぶ場面も見られる。
ディディーコング
声：鈴木勝美
ドンキーコングの相棒であるチンパンジー。1P操作時は常時ドンキーの背中に乗り、バレルジェットで一定時間空中に浮くことができる。また、2P操作時のみピーナッツ・ポップガンで攻撃可能。
クランキーコング
声：長嶝高士
かつて（DKアーケードなどで）マリオと戦った初代ドンキーコングで、現在のドンキーコングの祖父。本作では店を出してドンキーたちにアイテムを売る役割。たまに小言や説教を言う。
おたすけピッグ
DKアイランドに住み着いた、眼鏡をかけたピンク色のブタ。各コースの所々に居て、大抵は操作の方法や『1』のセーブバレルのような役割を持つ。他の動物たちと違ってティキ族の催眠術から免れた模様。

## モード
ストーリーモード
1人プレイではドンキーコングを操作し、ディディーがいれば常に背中に乗っている。2人プレイでは1Pがドンキーコングで、2Pはディディーコングを操作する。
タイムアタック
一度クリアしたコースを制限時間付きでプレイできる。クリアタイムに応じて、速い順にスーパーゴールド・ゴールド・シルバー・ブロンズの称号がもらえる。
ミラーモード
隠しコースなどを含むすべてのエリアのコースをクリアし達成度が100%になると出現する。ライフが1つ（ニューモードの時はライフが2つ）で、ディディーが不在、さらにアイテムも使用不可能。また、その名の通りコースが左右反転しているほか、回復も不可。ミラーモードですべてのコースをクリアすると達成度が200%になる。
おまけ
パズルピースを集めることで増えていく要素。BGMやイラスト、ジオラマなどを見られる。さらにある条件を満たさなければ出現しないおまけもある。

## 基本ルールとシステム
各コースをクリアすることで次のコースへ道を開き、いくつかのコースがひとまとめになった「エリア」のボスを倒す流れ。ボスを倒すと次のエリアへの道が開く。これを繰り返し、最終的にラストボスの「ティキトング」を倒すことが目的である。各コースは終点にあるゴールバレルを叩くことでクリアとなる（ボスとの対決コースを除く）。コースを有利に進めたり、あるいはやりこみ要素として、コース中にはバナナやK・O・N・Gパネルおよびパズルピースなどのアイテムが共通で設置されている。
1人プレイの場合、ドンキーはライフ2つだが、ディディーがいるとディディーのライフ2つも追加される。この場合はダメージをディディーが肩代わりするが、ディディーはライフが尽きると退場する。ただしコースから落ちたり、トロッコやロケットバレルのコースで障害物などに激突したりすると、ディディーがいても関係なく即ミスとなる。ミスした時はコースの始めからやりなおしになるが、中間ポイントを通過していれば中間ポイントからの再開となる。
なお、過去のシリーズとは異なり、本作では水中に入ることが一切できず、水に落ちるとミスになる。
同じコースで8回以上ミスすると、再開する場所におたすけピッグが現れ、指定されたボタンを押せばスーパードンキー（白い体毛に青いネクタイ）が自動的にコースを進んでいく「おてほんプレイ」を見ることができる（ディディーもおなじ配色）。中間ポイントを通過していても、おたすけプレイを見る場合はコースの始めからスタートされる。おたすけプレイ中に指定されたボタンを再び押せばスーパードンキーを自ら操作できるが、スーパードンキーでのコースクリアは無効となり、通常のドンキーで再挑戦しなければならない。バルーンが0の状態でミスするとゲームオーバーとなる。
バナナ、K・O・N・Gパネル、パズルピースはいずれもゲームを通常クリアする場合は全て取る必要はないが、クリア率100%以上を目指すなら全て取る必要がある。
コースごとに用意されたアイテムの隠し部屋である「ボーナスステージ」は、バルーンなどの補充のために用意された『スーパードンキーコング』のタイプと、隠し要素を解禁させるためのアイテムを探し出す『スーパードンキーコング2』『同3』のタイプを合わせたものになっており、バナナやバルーンなどを集めて進行を有利にしつつ、同時に決められたルールをクリアして隠し要素を解禁させることが目的となっている。

## アイテム
バナナコイン
クランキーの店でアイテムを購入する際に必要になる。各ステージの所々に隠されている。最大999枚まで。
バナナ
100本集めると1UPする。1本、5本、20本と3種類ある。
ハート
ライフが1つ回復する。
K・O・N・Gパネル
コース内にある。4つすべて集めてクリアすると、そのステージの星マークが手に入る。エリアのすべてのコースのパネルを集めると隠しコースが出現する。ミラーモードで揃えると星マークの色が青になる。Kコースやスカイハイエリアにはない。
パズルピース
コース内に一定数存在し、全て集めるとイメージイラスト・おんがく・ジオラマが1つずつ見られるようになる。
ライフバルーン
取ると1UPする。クランキーコングの店で購入することもでき、1、3、7つのバルーンを売っている。ミスになると1つ失う。2人プレイだと数がある限り何度でも復活できるが、2人同時にミスになると2つ失う。バルーンが0の状態でミスになるとゲームオーバーとなる。
スコークス
（声：不明）
シリーズお馴染みのアニマルフレンドのオウム。本作ではドンキーたちを掴んで飛んだりタマゴを吐いて攻撃はせず、クランキーの店でアイテムとして登場。購入し使用すると、各コースでパズルピースのある場所に反応すると鳴いて知らせる。コースクリア、もしくはコースから出るまで効果は続く。
体力アップ
各エリアにクランキーの店で売っている。購入するとそのコースに限り体力が1つ増える。何度でもクランキーの店で購入が可能。
バナナジュース
各エリアにクランキーの店で売っている。購入すると10回分のダメージを無効化することができる。ただし使用できるのは1回まで。何度でもクランキーの店で購入できる。
もんキー
各エリアにクランキーの店で売っている。購入すると今まで行けなかったコースに行けるようになる。一度購入するとそのエリアのもんキーは売り切れとなる。

### タル
普通のタル
普通のタル。持ち運んで投げて敵に攻撃したり、障害物や壁などを壊すことができる。
DKバレル
1人プレイではプレイヤーがドンキーコングのみの場合、ディディーコングがタルの中に閉じ込められている。壊すとライフも全回復する。持ち運んで投げて敵に攻撃したり、障害物や壁などを壊すこともできる。
- タルで壊すことでしか手に入らない、アイテムが入っている障害物や壁などもある。

## 乗り物
ランビ
サイ。強力な角で敵や障害物に突進し攻撃する。ダッシュ攻撃や地面を叩くことができる。火に当たると逃げ出してしまう。
トロッコ
今回は一度でも壁や障害物などにぶつかるとミス。今作からジャンプだけでなくしゃがむこともできる。あるステージでは空ではなく鉱石が入っているトロッコもあり、その場合はドンキー(ディディー)だけがジャンプする。
ロケットバレル
ロケット噴射により空中を飛行するタル。横スクロールステージではボタンを押し続けると上昇し、離すと下降する。縦スクロールステージでは左右に移動でき、ボタンを押し続けると加速する。一度でも敵の攻撃や障害物などにぶつかると即ミス。
タル大砲
入ると遠くまで飛んでいけるタル。全部で4種類登場する。本作ではボタンを押して発射するものには矢印が、入るとすぐに自動的に発射されるものには爆発マークが、一度発射すると壊れるものにはドクロマークが描かれている。その他にタルの向きが一定時間ごとに変わるもの、タル自身が上下左右に移動するものなどがある。

## エリア
全部で9つのエリアがある。

### ジャングルエリア
ドンキーの家があり、ヤシの木も生い茂る冒険の出発点となるジャングルのエリア。
1-1 「バナナジャングル」
最初のステージ。基本的なアクションはここで覚えられる。
『大乱闘スマッシュブラザーズ for Wii U』では、対戦ステージとして登場する。
1-2 「パクパクパニック」
至る所にパクパクが潜む。後半はぶら下がりのアクションを多用する。
1-3 「ゆらゆらツリー」
左右に揺れる足場の多いステージ。ここではランビに出会える。
1-4 「サンセット海岸」
逆光に照らされて影絵しか映らないステージ。至る所で敵が潜んでいる。ボーナスステージは無い。
1-5 「さけぶ柱とタルたいほう」
タル大砲を次々に使用して、ジャングルの中を進んでいく。途中のさけぶ柱が倒れる前にタル大砲で避けながら進む場面で、逃げ遅れると柱に巻き込まれて1ミスになる。
1-6 「トロッコで大ジャンプ!」
全編に渡りトロッコで進む。敵にぶつかると即ミスになる。
1-K 「グラグララビリンス」
至る所に沈む足場やトゲが控える。なお、この「○○ラビリンス」という名を冠したコースは、各エリアのK・O・N・Gパネルを全て入手すると入れるようになる。コース内は、ボーナスステージや中間ポイントおよびK・O・N・Gパネルが無いほか、コースの終点にゴールバレルではなくオーブが置かれており、取るだけでクリアとなる。
1-B 「くいしんぼ マグリー」
狭いステージの中で突進やのしかかりを繰り出してくる。背中にトゲが付いており、相手の攻撃時にトゲが消え、無防備になる。

### ビーチエリア
波が打ち寄せる浜辺と海のエリア。海賊船も現れる。
2-1 「リフトのはまべ」
浜辺を進みながら、リフトを渡っていく。終盤にサメのラングィとピョングィが出てくる。
2-2 「イカだらけビーチ」
その名の通り、イカのトビーカとトゲーカを発射するイカたいほうが沢山設置されている。終盤は上へ進む。ある地点を上手く利用すればバナナコインとライフバルーンの無限増殖が可能。
2-3 「どきどき!ロケットバレル」
コース全般をロケットバレルで進む。前半はラングィ、後半は海賊船がメインで襲ってくる。
2-4 「キャノンアタック」
海賊船から放たれるキャノンが大量に降り注ぐステージ。爆発に巻き込まれるとダメージを受けるが、キャノンの弾に当たってもダメージは受けない。2つ目のボーナスステージへ入るには、遠くにあるタルを持ってくる必要がある。
2-5 「大海の八本足」
中盤からキングタコラが登場し、大量の足で攻撃しながらゴールまで追いかけてくる。
2-6 「ラジックのいりえ」
クジラのラジックに乗り、海を越えていく。
2-7 「あらしのビーチ」
岩陰に隠れつつ、敵やアイテム関係なく全てを飲み込む大波を回避しながら進んでいく。大波に飲み込まれた時点で、ダメージに関係なく1ミスとなる。
2-K 「ホットリバーラビリンス」
これまでのコースとは異なり、マグマの海が待ち構えている。進むにつれて足場がどんどんと沈んでいく。
2-B 「ハマの親分 パイレーツクラブ」
海賊の格好をした3匹のカニ。単体では横歩行を行い、3匹が積み重なったタワー状でも襲ってくる。

### いせきエリア
古代の神殿や石像がある遺跡のエリア。
3-1 「いせきのエントランス」
お面ツタやさけぶ柱が登場するコース。中盤には崩れる足場がある。ゴール付近の背景にはWiiリモコン（Switch版ではJoy-Con）を掲げた初代ドンキーコングの巨大な像が立っている。
3-2 「タルたいほうメイズ」
至る所に仕掛けのある遺跡をタル大砲を使って進んでいく。最後のコング3面像に向かって3回打ち込みに成功すればゴールバレルが登場するものの、4回以上失敗すると落ちてミスになる。
3-3 「パイレーツふたたび」
海の敵が潜む浜辺と海賊船が再登場。
3-4 「ラングィのすいろ」
サメのラングィとピョングィが大量に潜む。ゴール直前には巨大なギガラングィが出現する。
3-5 「ケムクジャリーのかくれ家」
ケムクジャリーなどのジャリー一族らが待ち構えるコース。ケージャリーを地面叩きでひっくり返せば、高いジャンプをすることができるものの、時には彼らを利用しなければ進めない場所もある。
3-6 「ダッシュ!ランビ」
ランビに乗り、次々に崩れていく足場などの仕掛けを超えていく。
3-K 「ブロックラビリンス」
上下左右に動くブロックや天井のトゲが数多く待ち構える。
3-B 「かい鳥 ステュー」
孵化した直後にゴングオーに操られ、爆弾を投下させて襲いかかる。低空飛行や核爆弾など、これまでのボスより攻撃パターンが多く、一筋縄ではいかない。

### どうくつエリア
クリスタルが採掘されている鉱山のエリア。このエリアのステージはKを除く全てがトロッコやロケットバレルで進むステージとなっており、敵や地形との接触がほとんど許されないため、どれも難易度が高い。
4-1 「シーソーレールききいっぱつ!」
至る所で左右に揺れるレールや崩れる足場・レールが登場し、トロッコやタル大砲を使って乗り越える。
4-2 「ぶら下がりマインコースター」
前半はトロッコを乗り継ぎ、後半は列車の下にある草にぶら下がりながら進む。
4-3 「クリスタルアドベンチャー」
コース全般をトロッコで駆け抜ける。モグリャーの爆弾攻撃によるクリスタル直下・レール破壊が多い。
4-4 「モグリャーのこうじげんば」
モグリャーが大量に住み着いた坑道をロケットバレルで進んでいく。狭い通路や障害物が多いので、ロケットバレルの出力調整がコースクリアの鍵である。
4-5 「コモリンのどうくつ」
至る所にコモリンが潜む洞窟をロケットバレルで進む。後半はメガコモリンが襲い掛かってくる。
4-K 「トゲトゲラビリンス」
ステージ名の通り、トゲリングやトゲ天井などが大量に登場し、ドンキーたちの行く手を阻む。
4-B 「ぼうそう列車 モールカート」
1台のトロッコに乗り、デカモグリャーの待つ先頭車両へ。道中にはモグリャーのつるはし攻撃や、10匹のモグリャーが行く手を阻む。

### フォレストエリア
様々な植物や生物が生息する森林のエリア。
5-1 「バインフォレスト」
主にツタを使って進む。ツタが短くなるアオパクパクには、一定時間内に手放して次の足場へ着地しないと食べられてダメージを受ける。
5-2 「スイングスイング」
振り子や傾く床の仕掛けが多く待ち構える。
5-3 「空とぶティキドリー」
足場が少なく、ティキドリーの上に乗りながら進んでいく。
5-4 「トーテムポールならんだ!」
その名の通り、トーテムポールが森の中に住み着くステージ。一定回数踏み続けると落ちてしまうポパポタマスが登場する。
5-5 「タルたいほうの森」
タル大砲を使って、足場の少ない森を進む。
5-6 「きのこトランポリン」
ステージの至る所でキノコ型のトランポリンが登場する。
5-7 「森のはこび屋さん」
ツタを用いた移動が多い。しかし、ティキスパイクが大量に潜む。
5-8 「だっしゅつ!虫のやかた」
コースのほぼ全般を、押し寄せるウゾウゾの大群からひたすら逃げていく強制スクロールステージ。ウゾウゾの大群に飲み込まれた時点で、ダメージに関係なく即ミスになる。なお、当コースではボーナスステージが無い。
5-K 「タルたいほうラビリンス」
足場がスタートとゴールしか無く、その間をタル大砲で進まなければならない。至る所にティキスパイクやメガティキスパイクが大量に登場し、また一度進むと後戻りができないので、攻略は難度を極める。
5-B 「ナゾの追せき者 マンゴルビー」
電気を体にまとい、こちらを追尾してくる怪虫。追尾を避けつつ水色のV字スイッチを叩き、ボスの帯電を解除する。

### クリフエリア
恐竜の化石が点在し、大量の原油（タール）が流れている岩山のエリア。
6-1 「ドロドロタールフォール」
タールの滝でタールと共に降りてくる足場を乗り継いで進んでいく。タールの沼に落ちると動きが鈍くなってしまうが、地面叩きをすることで元に戻る。
6-2 「ドロぬまのトロッコ」
タールの海の上に設置されたレールをトロッコで進んでいく。
6-3 「上げ下げゆかの谷」
上げ下げ床が沢山あり、それを乗り継いで進んでいく。上げ下げ床の反対側の足場は、自分が乗っている足場を下まで下ろすと壊れてしまう。
6-4 「きょだい!岩石ボール」
上から転がり落ちてくる大小のトゲ付き岩石ボールが行く手を阻み、難易度は高め。
6-5 「かくれんぼランビ」
スタート地点にランビの箱が隠されており、パズルピースを全て集めるにはランビが必要。ランビの箱があるのはスタート地点のみなので、ミスは許されず、途中でランビを失った場合はまたスタート地点からやり直さなければならない。
6-6 「クランブルマウンテン」
序盤から中盤は大量に存在する崩れたり倒れたりする足場を乗り継いで進んで行き、終盤は転がる球・ギガゴロボールから逃げる。
6-7 「がけ下のちんぼつ船」
排船の一部が所々に存在し、コチョッキーやチョキーノ、トビーカやトゲーカを発射するイカたいほうも再登場する。
6-8 「めざせてっぺん!ジャンピング」
崩れる足場やジャンプ台、タル大砲を乗り継ぎながらひたすら上を目指す。
6-K 「クライマーラビリンス」
ステージそのものがマグマの海に沈んでいき、ひたすら上へ上へと逃げていくステージ。
6-B 「岩山のぬし サグリー」
マグリーに似ているが、攻撃パターンが増えている。特に2種類の炎を吐く攻撃は初見では回避するのが難しく、また突進のスピードも極めて早い。

### ファクトリーエリア
スモッグが充満しロボットがうごめく工場のエリア。7-1をクリアするとスモッグが取り払われ、エリアの全貌を見られるようになる。また、ボスステージに入るには7-5、7-6、7-7に隠されたスイッチを探し出してONにすることで現れる。ボスステージに進むには7-Rをクリアしなければならない。
7-1 「フォギーファクトリー」
サンセット海岸同様、充満したスモッグにより影絵しか移らないステージ。ファンに取り付けられた足場やクレーンのフック、鉄骨の足場を乗り継いで進む。ステージの最後で換気扇のスイッチが入り、スモッグが取り払われ映し出される映像が影絵でなくなる。このステージの背景にはMr.ゲーム&ウォッチがゲスト出演している。
7-2 「コンベアスマッシャー」
ベルトコンベアの足場を、プレス機をかわしながら進んでいく。
7-3 「ロボットハンド」
ロボットハンドが至る所に存在し、時に足場として利用し、時にはかわしながら進んでいく。また、このステージのタル大砲のうち、移動するものは全てロボットハンドに掴まれて移動する。
7-4 「スリル!ギアフライト」
巨大な歯車やプレス機の間をロケットバレルで進んでいくステージ。
7-5 「ロックンローリング」
リング状の足場や、円を描くように移動する足場が多いステージ。
7-6 「オン・オフスイッチ」
触れると同じ色の足場が出て、違う色の足場は引っ込むスイッチを切り替えながら進んでいく。
7-7 「ミュージックファクトリー」
ハンマーやプレス機、バーナーをかわし、水の噴出口やハンマーが叩くと大ジャンプできる足場などを利用して進む。仕掛けや足場は全て、BGMのリズムに合わせて動いている。
7-R 「3、2、1、ゼロ!」
7-5、7-6、7-7の赤いスイッチを押すことで入ることができる特殊なコース。ロケットバレルで障害物を避けながら上へとひたすら上がっていく短いステージ。なお、このステージにはKONGの文字パネルおよびパズルピースが存在しない。
7-K 「スイッチングラビリンス」
リフトに乗って、スイッチをONにしてレールを出しながら進んでいく。足場は時間が経過すると奥に引っ込んでしまうため、レールを出し損ねると強制的に落ちてミスとなる。
7-B 「ロボマスター ドクターチキン」
ロボットに乗ったニワトリで、前半はロボットの足を使った攻撃を、後半は飛行モードで攻撃してくる。

### ボルケーノエリア
マグマが流れ出し、溶岩が飛び交う火山のエリア。ティキ族の本拠地であるティキトングタワーもここにある。
8-1 「ファイヤーキャッスル」
火の玉の敵・タマグマが飛び交う火災地帯を進んでいくステージ。
8-2 「ホットロケット」
落石やタマグマ、炎の竜ヘルファイヤー、マグマの大波が行く手を阻む火山地帯をロケットバレルで進んでいくステージ。
8-3 「しゃくねつのトロッコ」
マグマの海の上に配置されたレールをトロッコで進んでいく。途中で天井にぶら下がったり、徒歩で移動する足場もある。
8-4 「けむりのホットロード」
サンセット海岸およびフォギーファクトリー同様、影絵しか映らないステージ。ランビに乗って進み、落ちてくるマグマや崩れる足場が行く手を阻む。このステージのBGMは「サンセット海岸」のBGMに音がアレンジされた別バージョンになっている。
8-5 「アーチ・オブ・ファイヤー」
マグマから浮き沈みする足場を乗り継ぎ、火の玉を避けながら進むステージ。このステージのボーナスステージには、少し遠くのDKバレルを持ってきて使わないと入れないものもある。
8-6 「マグマの河」
マグマの海を移動する足場や円盤に乗って移動する。終盤はマグマに沈む足場を、タマグマの大群をかわしながら上へのぼっていく。
8-7 「ラヴァライジング」
序盤はマグマから飛び出す足場を乗り継いで進み、中盤以降は迫ってくるマグマから上へ上へと逃げる。
8-K 「モンキーラビリンス」
タル大砲で進んだ先の部屋で、敵の攻撃や仕掛けを避けながら全てのバナナコイン（各部屋計5枚）を取るとパズルピースが出現し、パズルピースを取ると次の部屋へ進むためのタル大砲が出現する。これら5部屋のお題をクリアするとゴールにたどり着く。他のコースと違い、最終的にパズルピースの完成がクリアの条件という特殊なコースである。パズルピースを1つ以上逃してクリアすることはない。
8-B 「たいけつ!ティキトング」
ティキ族の王との最終決戦ステージ。ロケットバレルで障害物をよけながら塔を登ったところで、ティキトングとの対決になる。

### スカイハイエリア
8つのエリア全てのKコース（◯◯ラビリンス）をクリアすることで入れるようになる隠しエリア。このエリアにはボスとの対決コースや、ラビリンスの名を冠したコースがない。Wii版では「黄金のしんでん」のみだが、3DS版で9-1〜9-8が追加されている。これらは各エリアのコースをモチーフにした高難易度コースとなっており、これらをクリア後に「黄金のしんでん」に入れるようになる。
9-1 「あたふたジャングル」
ジャングルエリアをモチーフにしたステージ。重心によって左右に動かせるリフトが登場する。
9-2 「ばしゃばしゃビーチ」
ビーチエリアをモチーフにしたステージ。噴水に触れると勢いよくジャンプできる。
9-3 「トゲトゲいせき」
いせきエリアをモチーフにしたステージ。赤いスイッチを踏むと一定時間の間足場を出現させることができる。後半はトゲの付いた壁が後ろから迫ってくる。
9-4 「ハチャメチャどうくつ」
どうくつエリアをモチーフにしたステージ。トロッコに乗ったり天井からクリスタルが降ってきたり画面奥からモグリャーが爆弾を投げてきたりとハチャメチャな仕掛けが多い。
9-5 「チクタクフォレスト」
フォレストエリアをモチーフにしたステージ。一定間隔で回転する足場を乗り継ぎながら進んでいく。
9-6 「からくりクリフ」
クリフエリアをモチーフにしたステージ。一定時間乗り続けていくと壊れる足場や天井から滴り落ちるタールが登場する。
9-7 「コングロボファクトリー」
ファクトリーエリアをモチーフにしたステージ。ステージ内に設置されているスイッチを押すごとに巨大なゴリラ型のコングロボが組み立てられていき、最後には行く手を塞ぐ壁や敵を攻撃して蹴散らしてくれる。
9-8 「ぐるぐるボルケーノ」
ボルケーノエリアをモチーフにしたステージ。溶岩に浮かんでいる巨大な歯車の上を乗り継ぎながら進んでいく。
9-9 「黄金のしんでん」
空中に浮かんだ足場が、巨大なバナナやイチゴなど足場のほとんどがフルーツになっている。至る所でイナイイナイやコアリーが激しい攻撃を仕掛けて来て、足場の狭さも相まってクリアはかなり困難。このコースのゴールバレルの中身は「ミラー」で固定。
Wii版では条件を満たして神殿に入ると、すぐにこのコースに入れる。

## 敵キャラクター
今回はクレムリン軍団をはじめとする過去のシリーズに登場した敵は一切登場しない。代わりに新しい悪役「ティキ族」を中心とした敵キャラクター構成となっている。

### ティキ族
本シリーズの新たな敵。楽器の姿をした怪物たちで、奏でる音楽で動物たちを操ることができるが、ドンキーには効かなかった。
彼らの目的はバナナを集めることであり、そのバナナはティキ族の源だった模様。だが、彼らのその後の目的やなぜ多くのティキ族を製造していたのかは不明。ボスクラスのティキたちは各エリアの最後にボスに乗り移ってドンキーたちに戦いを挑む。
また、一部のティキ族は『マリオカート7』にレースの障害物として登場している。
ティキトントン
頭が太鼓になっており、歩いて移動しているティキ。足場の端で方向転換する者が多いが、方向転換せずに進み続ける者もいる。簡単に倒せる。ハンドスラップすると気絶する。
大きい「ティキドンドン」は3回踏み付けると倒せるが、2回踏んだ後は 悲しそうな顔をしながら歩き続ける。タルや爆弾を当てたり、ローリングアタックすると 1回で倒せる。ハンドスラップすると気絶する。
さけぶ柱
柱の形をした敵キャラクター。普段は沈黙して たた寝ているだけだが、ドンキーたちが通り過ぎようとすると目を覚まして叫びだし、倒れてくる。
ティキドリー
羽が生えたティキで空を飛んでいる。踏めば倒せるが、場所によってはローリングアタックやタルでも倒せる。
大きな「ドデカティキドリー」もいるが、3回踏むか、タルを1回当てないと倒せない。2回踏むと、頭を下げて落ち込む様子を見せながら空を飛ぶ。
コース「5-3」のみに登場する「デカティキドリー」は、丸太を背負っており、足場として上に乗ることができる。デカティキドリーは、触れてもダメージを受けない上に タルを当てても倒せない為、安全な味方キャラクターと言える存在。
ティキアッチィのように全身に火がついている「ティキヒドリー」も存在するが、こちらは息で吹くと火が消えて気絶して、目を覚ますと再び火がつく。息で吹いて 火が消えた所を踏むと倒せるが、タルを当てるなら 火がついていても1回で倒せる。
ティキタンク
頭にかたい石を被っているティキ。踏み付けで倒すことができない。ハンドスラップでひっくり返すと倒すことができる。
ティキボヨン
頭が太鼓になっており、バネのように跳ねながら向かってくるティキ。踏めば倒せるが、ハンドスラップをすると気絶する。
ティキアッチィ
全身に火がついているティキ。息で吹くと火を消すことができ、火が消えている間に踏むと倒せる。
ティキフッキィ
パターンはティキアッチィと同じだが、火の玉を撃つ。
ティキドロッピィ
高い場所から火の玉を周囲にばら撒くティキフッキィの強化版。
コース「3-6」のみに登場する。ランビに乗りながら足場を壊せば、1発で倒せる。
ティキスパイク
トゲを回転させている丸いティキ。タルを当てても倒すことはできないが、ランビの突進では倒せる。ビッグサイズのメガティキスパイクや、燃えているものも存在する。
ティキライダー
倒すことはできない。1-1ではドンキーのバナナを盗んだ気球に乗って、背景で現れる。
ティキボマー
爆弾を持ったティキ。3-BOSSのステューの出す敵として登場するが、常にドンキーたちをしつこく追いかけ、自爆する。名前の頭に「ティキ」と付いてあるが、イメージイラストでは「てき その2」に入っている。
イナイイナイ
ティキ族に似ているが、ティキ族の仲間かは不明。口から刃物のような弾を吐いて攻撃してくると またたく間に消える。背景と同等の扱いの敵キャラで、触ってもダメージを受けない上に、踏もうとしても すり抜けてしまう為、倒せない。コアリーが投げてくる爆弾を投げても倒せない強敵。「黄金のしんでん」のみに現れる。
海外版では 名前が「Tiki Seeker(ティキシーカー)」であり、ティキ族の仲間の1人となっている。
トーテムポール
足場にもなるが、ゆらゆらと揺れ、一定方向に向かって移動する。巨大なものは、ドンキーコングを食べようとする。
ガブティキ
大きな口を、一定間隔で開け閉めしている。潰されると即ミス。
カディリー
1－BOSSでマグリーを操っていたティキ族。カリンバに似た姿をしている。
マラ、カッキー、ラスキー
2－BOSSでパイレーツクラブたちを操っていたティキ族3人集。マラカスに似た姿をしている。
緑色の葉の髪の個体がマラ、赤色の葉の髪の個体がカッキー、頭に紫色の水晶玉と 紫色の葉の髪がある個体がラスキー。
ゴングオー
3－BOSSでステューを操っていたティキ族。銅鑼に似た姿している。
ボンジョ
4－BOSSでデカモグリャーを操っていたティキ族。バンジョーに似た姿している。
ワッキーパイプ
5－BOSSでマンゴルビーを操っていたティキ族。パンパイプに似た姿している。
ザイロボーン
6－BOSSでサグリーを操っていたティキ族。木琴に似た姿している。
ディオン
7－BOSSでドクターチキンを操っていたティキ族。アコーディオンに似た姿をしている。
ティキトングタワー
オープニングで火山の噴火と共に現れたタワー。あまりに大きすぎるので倒すことはできず、敵ではなくステージとして扱われる。
ティキトング
8－BOSSで、今までのボスを操っていたティキ族を自分の手に変え、ドンキーコングを襲ってくる。今作のラストボス。ティキ族の長だが、なぜかミキサー (調理器具)の姿をしており、頭にバナナを入れてから回転すると、不思議なジュースを出して 手下達を両手に変える様子が ボス戦 前のムービーで見れる。

### その他の敵キャラクター
ティキ族ではないが、ティキ族に操られてしまい、ドンキーたちの冒険を邪魔してくる 同じ島の住人である 敵キャラクターたち。中には、たまたまドンキーコングアイランドの近くを泳いでいて、巻き込まれて操られた海の生き物達もいる。
アルク
その名の通り、常に歩いている青色のオウム。簡単に倒せる。
ハシルク
普段はアルクと変わらないが、その名の通り、ドンキーたちを見付けると速度を上げて走ってくる赤色のオウム。
アルクと違い、ピーナッツ・ポップガンを当てても動きが止まるだけで倒せない。それ以外の弱点はアルクと変わらない。
フログーン
飛んでいるハエを捕まえようと、常に跳ねては膨らんでいるカエル。空中を浮遊するものもいる。
ピョングーン
黄色いフログーン。跳ねながらこちらに向かってくる。フログーンとは違い、ハエを追いかけない。
ドンキーコングリターンズ HDでは、体の色が 金色に近い色に変更された。
クサモドキ
草に擬態した敵。近付くといきなり動き出しての不意打ちを仕掛けてくる。踏みつけ、ローリングアタックなら簡単に倒せるが、ハンドスラップをしても気絶させる事が出来ない。
「サンセット海岸」にのみ現れる。
コチョッキー
黄色いカニ。簡単に倒せる。砂浜の地面から出てくる個体もいる。
「タイトルメニュー画面」にも登場する。
チョッキーノ
バンダナを被った赤いカニ。一度踏み付けると、驚いてハサミの両手を頭上に上げながら警戒して歩き出すが、ハンドスラップでひっくり返してから踏み付けるか、ローリングアタックで倒せる。コチョッキーと同じく、砂浜の地面から出てくる個体もいる。
イメージイラストでは片手がナイフの「トモダチ」がいたが、本編には登場していない。
イカたいほう
トビーカとトゲーカを発射する大砲。破壊する事はできないが、上に乗る事は可能。
トビーカ
大砲から飛び出してくるミサイルのようなイカの敵。踏むだけで倒せるが何度でも出てくる。ローリングアタックで倒す場合は、頭の部分は 効かず こちらがダメージを受けてしまうが、「足がある方」からなら簡単に倒せる。壁に当たると自滅してしまう。
トゲーカ
大砲から飛び出してくるミサイルのようなイカの敵。電気を帯びたトビーカで、タルを当てないと倒せない。
トビーカと同じく、壁に当たると自滅してしまう。
ラングィ
水面からドンキーたちを食らおうと飛び出してくるサメ。お腹なら踏めそうに見えるが、残念ながら踏めない。タルを当てないと倒せない。
なお、「3-4」のゴールバレル地点では 巨大な「ギガラングィ」もいるが、タルが近くに無いため よけるしかない。
ピョングィ
黄色いラングィ。ラングィよりもジャンプ力が高く、素早くジャンプをする時もあるが、ラングィと全然変わらない動きをする時もある。タルを当てれば倒せる。
フワリー
水面から浮遊するように飛び出してくる電気クラゲ。タルで倒すことができる。
ピンドードー
ボーリングのピンのような姿をしたドードー鳥。触れてもダメージはない。ローリングアタックでまとめて倒すとアイテムを出す。コース「2-6」にしか出ない。
キングタコラ
巨大なタコ。倒すことはできない。逃げてもしつこく追いかけてくる。
コース「2-5」にしか出ない。
チキン・ド・ケリリ
竹馬を履いているニワトリ。踏み付け、ローリングアタックで攻撃すると羽毛が抜けて走り回る「チキン・ド・カケリ」になる。タルなら一発で倒せる。ハンドスラップをしても効果は無い。
チキン・ド・カケリになってから ハンドスラップをした際は、驚いて素早く逃げるが、壁に当たると すぐに方向転換する。また、背中を向けている時にハンドスラップすると、こちらに向かって素早く走ってくるので危険。
ハッチドリン
小さなハチドリ。複数で向かってくる。コース「3-2」にしか出ない。小さすぎて顔が見にくいが、パズルピースを集めて見れる「イメージイラスト」で、正式に全身が見れる。
ケムクジャリー
青い毛玉のモンスター。鳴き声を上げながら ジャンプして移動する。簡単に倒せるが、ハンドスラップをしても気絶させる事が出来ない。
「3-5」のみに登場する、5つ積み重なった 黄色の体の「ジャリーズファイブ」もいるが、ジャリ―ズファイブも タルを投げれば1発で倒せる。
余談だが、ジャリーズファイブは 頭上と あごの下の両方が尖っている為、ローリングアタックで攻撃すると 反対に こちらがダメージを受けてしまう。その為、ローリングアタックでは倒せない。こちらもハンドスラップが効かない。
ケージャリー
オリに入っているケムクジャリー。ハンドスラップすると ひっくり返って土台となる。タルを当てても倒すことは出来ない。
アカムクジャリー
赤いケムクジャリー。通常のケムクジャリーよりひとまわり大きく、鳴き声を上げながら高くジャンプして移動する。2回踏むか、タルを1回当てるか、ローリングアタック1発で倒せる。ケムクジャリーと同じく、ハンドスラップは効かない。
モグリャー
ヘルメットを被ったモグラの鉱夫。トロッコやロケットバレルのステージで登場。トロッコに乗りながら移動する者、トロッコに乗りながら爆弾を投げる者、ツルハシを振りながら攻撃する者、バルーンを使って空を飛んでツルハシを使う者、画面の奥から爆弾を投げてくる者など、様々な個体がいる。
ボスとして登場する「デカモグリャー」という親分がいる。
コモリン
どうくつエリアなどに登場するコウモリ。踏み付けでもローリングアタックでも倒せる。
「4-5」のロケットバレルステージでは、中型の「チュウコモリン」と その主と言える巨大な「メガコモリン」から成り立つ、コモリンファミリーが襲い掛かってくる。
スパイダーニ
空から糸を垂らし降りてくる 紫色のクモ。
1回踏むと地面に落ちて、這い歩きながらドンキーコング達を追いかける者がいれば、1回踏むだけで倒せる者もいる。糸を垂らしている時は ローリングアタックするとダメージを受けてしまうが、這い歩いてる時ならローリングアタックで倒せる。
ドンキーコングリターンズ 3Dと ドンキーコングリターンズ HDのコース「9-5」では、スパイダーノと同じく 始めから這い歩いている者もいる。ハンドスラップをしても、警戒するだけで気絶しない。
スパイダーノ
パターンはスパイダーニと同じだが、糸が切れた後にドンキーコング達を追いかけながら這い歩く 茶色のクモ。踏み付け、ローリングアタックで倒せる。
ドンキーコングリターンズ 3Dと ドンキーコングリターンズ HDのコース「9-5」では、スパイダーニと共に這い歩く事もある。ハンドスラップをしても 警戒するだけで気絶しない。
イメージイラストでも登場。
ポパポタマス
木にしがみついているカバ。4回踏み付けるとバランスが崩れて転落する。横から触ると パンチしてくる。
タルを当てても、「踏み付け1回分」と同じダメージしか与えられない。
グルット
地形に沿って走り回っている紫色の昆虫。ノコギリのように鋭い 自分の足を高速回転させ続けているため、踏んで倒すことはできない上に、攻略本でも「倒せない」と書かれている。しかし「4-K」では、タルを投げつけると １発で倒せる。ハンドスラップは効かない。
「6-K」でだけ登場する、火をまとった「アチット」もいるが、こちらは倒せない。
スネーキィ
黄色いヘビの姿をした敵。草の上をひたすら移動し続ける。コース「5-2」でのみ登場する。踏み付け、ローリングアタックで倒せるが、ピーナッツ・ポップガンでも倒せる。ハンドスラップすると、驚いて そのまま真下へ落ちてしまう。
パクパクファミリー
ドンキーたちを食べようとする植物。複数のタイプが存在する。
アカパクパク
赤色のパクパク。ドンキーたちを食べようと噛みついてくる。踏んで倒すことはできないが、タルをぶつけることで倒せる。巨大な「メガパクパク」も存在するが、こちらはタルでも倒せない強敵。
パクモドキ
口の中にキノコのようなものがある緑色のパクパク。ジャンプせずに乗ると食べられるが、急いでボタンを連打して脱出すればダメージは受けない。しかし、そのまま放置していると「3秒おきに」体力が減ってしまい ダメージを受けてミスしてしまうので注意。
タルを当てても倒せないので、適キャラと言うよりも ギミックに近い存在。
キパクパク
黄色いパクパク。アカパクパクと違い、少し間を置いてから噛みついてくる。タルを当てれば倒せる。
アオパクパク
青いパクパク。他のパクパクと違い天井からツタを垂らしており、ドンキーたちが捕まるとツタごと食べようとする。
タネッペ
黄色い植物。パクパクに似ているが噛みついて攻撃はせず、放射状に黄色い種を 5つ飛ばして攻撃する。踏み付け、ローリングアタック、タルを当てても倒せるが、ハンドスラップは効かない。
イメージイラストでは「パクパクファミリー」の中に姿がある。
ウゾウゾ
卵から生まれて、後ろから押し寄せてくる真っ黒いクモのような虫の大群。倒すことはできず、触れると即ミスになる。「5-8」のみに登場する。
ホネザウルス
恐竜の骨のような敵。踏みつけでも タルで攻撃しても、頭だけが残り跳ね回る。
スカルザウルス
頭蓋骨だけで跳ね回る恐竜の骨のような敵。ひとまわり小さい以外は、ホネザウルスの頭部と変わらない。
ホネザウルスカート
乗り物に乗ったホネザウルス。踏み付けると 頭が落ちて気絶するが、放っておくと 両手で自分の頭を拾い上げて元に戻る。2回踏むと倒せる。　
こちらがジャンプすると、それに合わせて首を伸ばす。首を伸ばしている時は 踏み付けても気絶するだけで、もう1回踏まないと倒せない。
首を伸ばす時と 元に戻る時に、火を吐く「ヒホネザウルスカート」も存在するが 倒し方は同じ。ヒホネザウルスカートは、目と口元から 火が常時出ているので、簡単に区別がつく。
どちらも、ハンドスラップは効かないが、タルを当てるなら 首を伸ばしている時でも1回で倒せる。
ギガゴロボール
コース「6-6」後半で、ドンキーたちを追い掛けて来る巨大な岩石ボール。顔があり、目と口から炎が出ており、転がり始めると顔全体にトゲを出す。倒すことはできず、触れると即ミスになる。「タールの沼」に落として自滅させるしかない。
ティキ族に似ている顔をしてるが、関係性は不明。
ロボビー
電流を帯びた蜂型ロボット。ドンキーたちをしつこく追い回してくる。倒すことはできない。「6-K」のみに登場。
ボロトン
電気を帯びていて跳ねながら向かってくるドライバーのような敵。ファクトリーエリアのステージに登場する。
タルを当てないと倒せない。高くジャンプする時と低くジャンプする時があるので、ボロトンが高くジャンプした所を 下を潜り抜けながら避けるのが良い。
ハイドロイド
腕から火炎を吹き出してくる、消火栓のような形をしたロボット。3回踏むか、タルをぶつければ1発で倒せる。
体が とても熱いので、ローリングアタックすると 火傷をしてダメージを受けてしまう為、ローリングアタックでは倒せない。
レッドハイドロイド
赤色のハイドロイド。ハイドロイドより耐久力が高い強化版であり、踏んで倒すことができない（気絶させて一時的に動きを止めることは可能）。タルを投げるか、チャコッケイ201Rを投げれば倒せる。
ハイドロイドと同じく、体が とても熱いので ローリングアタックすると火傷してダメージを受けてしまい、倒せない。
イメージイラストでは「ボロトンファミリー」の中に姿が確認できる。
レグフォン201L
白いニワトリ型のロボット。背中にゼンマイがあり、踏み付け、ローリングアタック、タルで倒せる。ハンドスラップすると気絶する。
ファクトリーエリアのステージに出現する。後にボス戦にも登場する。
チャコッケイ201R
茶色いニワトリ型のロボット。レグフォン201Lと違って 背中に導火線があり、踏むと自動的に点火して動きを止めたのち爆発する。爆発するまで ある程度の時間があり、爆発する直前までは持ち上げて投げる事が可能。
ローリングアタック、タル(または他のチャコッケイ201R)を当てれば、1発で倒せる。ただし、1回踏んで導火線に点火すると ローリングアタックをしても倒せない。ハンドスラップすると気絶する。
デンキボール
電気の球のような敵。複数で出現し、互いを電流で連結している。タルを投げるか、「チャコッケイ201R」を投げれば倒せる。
タマグマ
ボルケーノエリアのステージに飛び交う溶岩の球(または火の玉)。複数種類が存在し、一部を除き多くが倒すことができないトラップのような立ち位置にある。
レンタマグマ
3つ連なったタマグマ。顔があり、時々 口を開ける事がある。タルを当てても倒せない。
コダマグマ
小さいタマグマ。溶岩から飛び出す個体や、空中を円形に飛び続ける個体もいるが、いずれもタルで倒せる。
オオダマグマ
巨大なタマグマ。タマグマの中では最大のサイズ。倒せない。動きは遅いが、大きいので早めに回避するしかない。
ハネコダマグマ
地面を跳ねるコダマグマ。「レンタマグマ」と同じく 顔がある事が確認でき、吹き消すことができる。タルを当てても倒せる。
ヘルファイヤー
竜のような形をした炎の敵。顔のようなものがあるが、生き物であるかどうかは不明。ホットロケットにのみ出現する。
コアリー
ドンキーコングのようにネクタイを着用しており、空飛ぶメカに乗りながら 爆弾を投げてくるコアラ。爆弾はつかんで投げ返すことができ、そうすることで倒せる。場所によっては 普通に頭を踏んで倒す事も可能。「黄金のしんでん」のみ現れる。

### ボスキャラクター
各エリアの最後にはボスが待ち構えている。ティキトング以外、どのボスもティキ族に操られている。
マグリー
ジャングルエリアのボス。
カディリーが操っている。巨大な大口とカエルのような胴体を持つ怪獣。食いしん坊な割りに突進や大ジャンプからの衝撃波など、動きは素早い。弱点は背中の丸いマトのような模様のある箇所だが、通常は模様の中心にトゲが生えており、突進中やジャンプ中のトゲが引っ込んだ状態でないと踏めない。3回ダメージを負う毎に黄→橙→赤、と体の色を変える。合計9回背中を踏むことで倒せる。
パイレーツクラブ
ビーチエリアのボス。
マラ、カッキー、ラスキーからなるマラカスブラザーズが操っている。赤、青、黄の3体の海賊の格好をしたカニ。左腕に大きなハサミ、右腕には、赤はフック、青はナイフ、黄はフォークがついている。攻撃方法は普通のカニたちと同じだが、時折フェイントを仕掛けたり、3匹が重なって襲ってくる。3匹は体力を共有しており、トドメは必ず3匹全員にダメージを与える必要がある。
ステュー
いせきエリアのボス。
卵の状態だったものをゴングオーが操り、孵化させた、爆弾が大量に入った黄金の甕に入った赤い怪鳥で、アイランドの守り神だったのかもしれないと言われている怪鳥の ひな鳥（「公式ガイドブック」より）。自分の入った甕ごと空を飛び回り、甕に入った爆弾をクチバシで銜えて投げつけてくる。通常は導火線のついた球体型爆弾を落としてくるが、ダメージを与えると大型の爆弾を落とし、周囲の足場を破壊する。ひな鳥なのに 頭に王冠を被っている為、ボスの中では 唯一 踏む事ができない。
モールカート
どうくつエリアのボス。
ボンジョが操っている。デカモグリャーを筆頭に暴走列車に乗り込んだモグリャーたち。暴走する列車をトロッコで追いかけ、途中で妨害してくるモグリャーたちを倒しつつ、先頭車両に乗るデカモグリャーを倒す。途中でトロッコが脱線するときがあるので、その時は他のトロッコに逃げなければならない。モグリャーたちを倒すのに手間取ると、後ろからモグリャーたちが乗る機関車がドンキー・ディディーへ襲い掛かって強制的に1ミスとなるので、それまでに手際よく倒す必要がある。
マンゴルビー
フォレストエリアのボス。
ワッキーパイプが操っている。花型の目を持つ芋虫のような怪虫。身体が帯電しており背中の小さな羽根で空を飛びながら、ドンキーたちを追跡する。強い光が苦手で明るい場所だと帯電できなくなってしまう。
サグリー
クリフエリアのボス。
ザイロボーンが操っている。マグリーに似た怪獣。マグリー以上に機敏で口から炸裂弾や火炎放射を吐き、背中の弱点も高熱の甲殻で防御する。しかし甲殻は突進後のブレーキの際に慣性で前にずれ、弱点が露出する。また、壁に激突するとひっくり返り、腹へダメージが与えられる。マグリー同様、一定ダメージを受けると紫→橙→赤の順番に体の色を変えつつ、地面を破壊し、下へと向かっていくのを繰り返す。攻撃パターンも体の色が変わる度に増える。
ドクターチキン
ファクトリーエリアのボス。
ディオンが操っている。卵形の2足歩行メカを操縦する鶏。盗んだバナナを踏み潰してティキ族を製造する任務に就いている。ロボットによる踏み潰しにはフェイントをかけることもある。ジャンプ攻撃のあとコクピット底面のハッチが外れて配線がむき出しになり、そこに攻撃することでダメージを与えられる。一定ダメージでメカが半壊して足が壊れ、ジェットエンジンで浮遊するようになる。
他のボスが操られて襲い掛かってくる中、彼のみ登場した時点で既に操られている（ただしムービー中に一度自然に洗脳が解け、洗脳を掛け直されている）。
ティキトング
ボルケーノエリアのボス。
本作のラストボス。ティキ族の長だが、楽器ではなくミキサー (調理器具)の姿をしており、今までのティキ族たちと大量のバナナを利用して 不思議なジュースを作り、ティキ族たちを融合して巨大な手に変えて、それを使ってドンキーたちを押しつぶしてくる。弱点は両手の甲のある赤い部分と頭部。攻撃には時々フェイントが混じっており、つられてジャンプしてしまうと笑われる。

## その他
- 一部のBGMは『スーパードンキーコング』からのアレンジである（例：バナナジャングル、マップ画面、マインカートコースターなど）。
- 日本国外版では予約特典が付いていた。
- 冒険をしながらパズルピースを集めるという点では『バンジョーとカズーイの大冒険』シリーズに似ているが、こちらはおまけを解禁させる役割になっている。
- TVCMは嵐の櫻井翔と松本潤が出演。その他にも、ゲーム画面を紹介するものもある。
- 唯一の攻略本は小学館から発売されている。
- 本作の約1年後に発売されたニンテンドー3DS用ソフト『マリオカート7』に、本作をモチーフにしたコース「DKジャングル」が収録されている。なお、『マリオカート7』の開発は本作と同じレトロスタジオが担当している。
- ユニバーサル・スタジオ・ジャパンでは、2024年12月11日、スーパー・ニンテンドー・ワールド内に本作をモチーフにした「ドンキーコング・カントリー」を全世界に先駆けてグランドオープンした。バナナジャングルにあるドンキーコングの家や「黄金のしんでん」など、一部のステージがパーク内で再現されている。なお本作のゲーム内にはピクミン・ディクシーコングは登場していないが、このパーク内では仕掛けとして登場している[3]。

## サウンドトラック
ドンキーコング リターンズ オリジナルサウンドトラック
クラブニンテンドー限定アイテム。2011年5月24日に交換受付開始。本来は400ポイントだが、本ソフトのポイントを登録したユーザーのみ。2012年1月31日までは「ドンキーコング リターンズ サウンドトラック」優待交換キャンペーンとして250ポイントの優待ポイントで交換可能（ただし、優待ポイントでの交換は1枚まで）。
楽曲はゲーム中から25曲を収録。作曲・編曲担当は山本健誌、濱野美奈子、田島賢を含む5人。

## ドンキーコング リターンズ 3D
『ドンキーコング リターンズ 3D』（ドンキーコング リターンズ スリーディー、DONKEY KONG RETURNS 3D、Donkey Kong Country Returns 3D）は、2013年6月13日に発売されたニンテンドー3DS用アクションゲーム。アメリカ・ヨーロッパでは同年5月24日に発売された。
Wii版のものをニンテンドー3DSに立体視対応で移植したものである。2013年2月14日に放送された「Nintendo 3DS Direct Luigi special 2013.2.14」で発表され、ニンテンドーeショップにて開発中の3D映像も公開された。開発会社はWii版オリジナルのレトロスタジオではなく、モンスターゲームズが担当している。

### 概要
追加要素として携帯機で手軽に遊べるようにゲームバランスを調整した「ニューモード」の搭載や既存の8エリアをテーマにした8つの完全新作コースなどがある。ニューモードでは体力が2つから3つに増やされた他、クランキーの小屋で購入できるアイテムの価格が低下。さらに、いつでもDKバレルを呼び出せる「ポータブルDKバレル」、落下しても一度だけ復活できる「グリーンバルーン」、トロッコやロケットバレルでのダメージを2回まで守ってくれる「クラッシュガード」といった難易度を緩和する新アイテムが追加されている。Wii版の難易度をそのまま再現した「オリジナルモード」も搭載。ローカルプレイによる2人協力プレイにも対応している。

### その他
- TVCMのナレーションはアニメ『ドンキーコング』でドンキーを演じていた山寺宏一が担当し、劇中ではプレイ映像にドンキーが喋っているかのような演出が取られ、アニメ版の決め台詞だった「バッナ〜ナパワー!!」も披露している。
- Wii版と同じく、唯一の攻略本が、小学館から発売されており、新たな8つの完全新作コースの攻略もこの1冊で、十分にサポートが保証されている。

## ドンキーコング リターンズ HD
『ドンキーコング リターンズ HD』（ドンキーコング リターンズ エイチディー、DONKEY KONG RETURNS HD、Donkey Kong Country Returns HD）は、 2025年1月16日に発売されたNintendo Switch用アクションゲーム。2024年6月18日に放送された「Nintendo Direct 2024.6.18」で発表された。開発会社はWii版オリジナルのレトロスタジオおよび3DS版のモンスターゲームズではなく、任天堂とForever Entertainmentが担当している。

### その他
- TVCMはチョコレートプラネットが出演。